# Польско-австрийские отношения
Польско-австрийские отношения - это двусторонние дипломатические отношения между Республикой Польша и Австрийской Республикой.  У двух стран очень давние исторические отношения, насчитывающие несколько столетий, которые были сложными на протяжении большей части их истории.
На пике своего могущества Речь Посполитая и австрийская габсбургская монархия поддерживали очень крепкие и сердечные отношения. Польские гусары под знаменами Иоанна III Собеского помогли австрийцам отбиться от турок в битве при Вене, и между обоими государствами было много внутренних и политических обменов. Однако участие Австрии в разделах Польши с Пруссией и Россией столетие спустя обострило отношения. В оккупированной Австрией части Польши вспыхнуло несколько польских восстаний против австрийского правления, крупнейшими из которых были австро-польская война 1809 года и Краковское восстание 1846 года. Поляки также присоединились к восстаниям других народов против Австрии, в первую очередь венгров и итальянцев, во время революции 1848 года.
Однако из трех разделившихся наций Австрия была наиболее терпимой по отношению к полякам. В 1867 году полякам была предоставлена широкая автономия, а польская культура процветала во время раздела Австрии. В 20 веке, после распада Австро-Венгрии, и Австрия, и Польша восстановили отношения, но их прервала аннексия Австрии нацистской Германией, а затем ее вторжение в Польшу.
После Второй мировой войны оба восстановили отношения, но отношения между Австрией и Польской Народной Республикой были напряженными. Польша была коммунистическим сателлитом Советского Союза, а Австрия входила в Западный блок и была тесно связана с Западом и Соединенными Штатами. Их отношения улучшились в 1989 году, после распада Восточного блока. С тех пор отношения между ними претерпели значительный прогресс, поскольку Австрия поддержала вступление Польши в НАТО и Европейский союз, что произошло с Польшей в 1999 и 2004 годах соответственно. Отношения между обеими странами в настоящее время считаются превосходными. Обе страны являются полноправными членами ОЭСР, ОБСЕ, Европейского союза, Инициативы трех морей, Совета Европы, Организации Объединенных Наций и Всемирной торговой организации. Австрия оказала полную поддержку членству Польши в Европейском союзе.

## История
Первые признанные отношения между двумя государствами восходят к Тевтонскому ордену, военно-религиозному ордену, базирующемуся в Германии. В течение нескольких лет между Королевством Польским и Тевтонским орденом постоянно происходили конфликты. На пике своего развития Орден был ослаблен победой Польши в Грюнвальдской битве (1410), которая проложила путь Польше к превращению в могущественную нацию в Европе и одного из ключевых игроков в Центральной и Восточной Европе.
В 16 веке Богемия (Чехия) и Венгрия, которые граничили с Польшей, попали под власть австрийского дома Габсбургов. Габсбурги пытались захватить власть и в Польше, поскольку неоднократно выдвигали свои кандидатуры на польских королевских выборах, начиная с 1573 года, но безуспешно. После польско–литовских королевских выборов 1587 года, пытаясь стать королем Польши, Максимилиан III втянул Австрию в войну за польское наследство, которая считается первой крупной австро-польской войной. Австрийцы потерпели решительное поражение от поляков в битве при Бычине в 1588 году.
В 1683 году, услышав об османской осаде Вены, польский король Иоанн III Собеский собрал множество польских гусар и сражался в христианском союзе. После победы он встретился с Леопольдом, тогдашним правителем Священной Римской империи, но они разошлись во мнениях по многим вопросам. Несмотря на это, Австрия и Польша были союзниками в рамках Священной лиги, сформированной в 1684 году во время Великой турецкой войны 1683-1699 годов, и обе вышли победителями в войне.

### Межвоенный период и Вторая мировая война
Отношения между двумя странами начались в 1920 году, но это была напряженная эпоха, и официальных контактов не было, поскольку большая часть Центральной и Восточной Европы была стерта с лица земли войнами. Недавно созданные Республика Польша и Австрийская Республика не поддерживали каких-либо обширных отношений за пределами уровня послов, как и для большей части Восточной Европы.
Однако отношения между двумя нациями прекратились в 1938 году после аншлюса, в результате которого нацистская Германия аннексировала Австрию. До 1945 года отношения между Австрией и Польшей менялись в основном в рамках отношений между Германией и Польшей, которые стали напряженными из-за немецкого вторжения в Польшу, которое вызвало Вторую мировую войну. Австрия имеет общий язык и культуру с Германией и участвовала в оккупации Польши. Многие преступления против поляков были совершены под знаменами нацистской Германии, в том числе в концентрационных лагерях Маутхаузен и Гусен, которые находились в Австрии, контролируемой Германией. Также польские военнопленные были среди военнопленных союзников, содержавшихся в шталаге XVII-A, Шталаге XVII-B, Шталаге XVII-C, Шталаге XVIII-B, Шталаге 317 / XVIII-C, Офлаге XVII-A, Офлаге XVIII-A и Офлаге XVIII-B немецких лагерях ДЛЯ военнопленных и подлагерях принудительного труда, действовавших в аннексированной германией Австрии.

### Послевоенные
После войны Польша была оккупирована Советским Союзом, а Австрия была оккупирована Соединенными Штатами, Соединенным Королевством, Францией и Советским Союзом. Обе страны следовали разным политическим системам; Австрия восстановила себя как Республика и пообещала нейтралитет, в то время как Польша стала сателлитом Советского Союза с установленным коммунистическим режимом. В более позднем политическом климате отношения между Австрией и Польшей были напряженными и прохладными, и на протяжении холодной войны между ними было мало контактов. Многие польские беженцы, большинство из которых бежали от коммунистического правления, поселились в Австрии и сформировали небольшое сообщество польской диаспоры в Австрии.
Такая ситуация сохранялась до 1989 года, когда крах коммунизма по всей Европе позволил отношениям между ними снова улучшиться.
С момента падения коммунизма в Польше в 1989 году Австрия была сторонником интеграции Польши в западный мир. Обе страны добились значительного прогресса, поскольку Польша присоединилась к НАТО и Европейскому Союзу, а Австрия присоединилась к последнему. В последнее время произошло более тесное экономическое и демократическое сотрудничество, например, в области взаимного гражданского права и документов.
С недавнего времени между Польшей и Австрией возникли разногласия по поводу кризиса с сирийскими беженцами, вызванного продолжающейся гражданской войной в Сирии.